# 安故郡
安故郡，中国西晉时设置的郡。

## 建置沿革
晉懷帝永嘉二年（308年），分狄道郡置安故郡，領安故、石門、桑城、臨洮、洮陽五縣，治所為安故（今甘肅省臨洮縣東南），屬涼州。前涼建興三十三年（345年），分涼州置河州，安故郡改屬河州，改為永晉郡。後趙建武十三年（347年），復為安故郡。此後，安故郡相繼為後趙（347年－350年）、前涼（350年－355年）、李儼（355年－367年）、前秦（367年－385年）所有。
西秦建義元年（385年），改安故郡為安固郡，屬秦州。太初元年（388年），分秦州置河州，安固郡改屬河州。安固郡相繼為西秦（385年－400年）、後秦（400年－409年）、西秦（409年－430年）所有。永弘三年（430年），吐谷渾佔領安固郡。

## 太守
- 賈騫，前涼張寔建兴五年（317年）前後在任。[1]